# In Concert (álbum de Janis Joplin)
In Concert, también conocido como Joplin: In Concert, es el primer álbum en vivo de la cantante estadounidense Janis Joplin. Fue lanzado en mayo de 1972, 2 años tras la muerte de Joplin como un LP doble.
El álbum incluye actuaciones en vivo de Joplin entre 1968 y 1970 en varias locaciones. En el primer disco se incluyeron actuaciones con Big Brother and the Holding Company, y en el segundo disco con Full Tilt Boogie Band. A pesar de que Joplin tuvo 3 bandas en toda su carrera, el álbum ingnoró las actuaciones en vivo de Joplin con la Kozmic Blues Band, con quien la cantante grabó un álbum en 1969.

## Contenido

### Portada
La foto de cubierta del álbum fue tomada en algún momento entre 1969 y 1970, en la ciudad de Nueva York, por el fotógrafo David Gahr, y muestra a Joplin con unos lentes redondos, manillas y un tocado de plumas en su cabello. La fotografía se ha convertido en icónica con el paso de los años.

## Lista de canciones

### Disco 1
| Lado A |        |          |  |
| N.º    | Título | Duración |  |

| Lado B |        |          |  |
| N.º    | Título | Duración |  |

### Disco 2
| Lado A |        |          |  |
| N.º    | Título | Duración |  |

| Lado B |        |          |  |
| N.º    | Título | Duración |  |

## Intérpretes

### Big Brother & The Holding Company
- Janis Joplin - voz
- James Gurley - Guitarra
- Sam Andrew - Guitarra
- Peter Albin - Bajo eléctrico
- David Getz - Batería

### Full Tilt Boogie Band
- Janis Joplin - voz
- John Till - Guitarra
- Richard Bell - Piano
- Ken Pearson - Órgano
- Brad Campbell - Bajo
- Clark Pierson - Batería